# Степанівка (Диканська селищна громада)
Степа́нівка — село в Україні, у Диканській селищній громаді Полтавського району Полтавської області. Населення становить 286 осіб. До 2020 орган місцевого самоврядування — Великорудківська сільська рада.

## Географія
Село Степанівка знаходиться за 3 км від лівого берега річки Вільхова Говтва. На відстані до 1,5 км розташовані села Федорівка, Велика Рудка та Мала Рудка. По селу протікає пересихаюча річка Колодязі з загатою.

## Історія
12 червня 2020 року, відповідно до розпорядження Кабінету Міністрів України № 721-р «Про визначення адміністративних центрів та затвердження територій територіальних громад Полтавської області», село увійшло до складу Диканської селищної громади.
19 липня 2020 року, в результаті адміністративно - територіальної реформи та ліквідації Диканського району, село увійшло до складу новоутвореного Полтавського району.

## Економіка
- Молочно-товарна ферма.